# آر إم (مغني)
كيم نام جون (الكورية: 김남준) من مواليد (12 سبتمبر 1994 -) المعروف باسم آر إم (عُرِفَ سابقًا بِـراب مونستر)، هو مغني راب، ومغني، وكاتب أغاني، ومنتج وكاتب في شركة بيغ هيت، وهو قائد فرقة بي تي أس الكورية. في عام 2015، قام بإصدار أول ميكستايب مُنفرد له باسم «آر إم». واعتبارًا من أكتوبر 2018، أصبح الميكستايب الثاني له «مونو» أعلى ألبوم لفنان كوري مُنفرد يتم ترسيمه على مخطط بيلبورد 200، وذلك بعد بلوغه أعلى مركز يحققه في المخطط وهو المركز الـ26. وتعاون مع الكثير من الفنانين منهم وال، ارين جي، جايكو، كريز كاليكو، فول آوت بوي، برايمري، وليل ناز إكس.

## حياته
كيم نامجون (الكورية: 김남준) وُلد في 12 سبتمبر 1994، في محافظة دونقجاك في كوريا الجنوبية، وكَبُر في إلسانغو، وهي المنطقة التي انتقلت إليها عائلته عُندما كان في الرابعة أو الخامسة من العُمر. وهو الشقيق الأكبر حيث أنه لديه أختٌ صغرى.
عندما كان آر إم طفلًا، تعلم اللغة الإنجليزية إلى حدٍّ كبير وذلك من خلال مشاهدة مسلسل (فريندز) مع والدته. وعندما كان طالبًا، كان يكتب الشعر بصورة نَشِطة وحصل على جوائز لكتاباته في أحيانٍ كثيرة. كما أنه قام بنشر أعماله على موقعٍ للشعر على الإنترنت لما يقارب عامًا واحدًا، حيث أنه لفت الانتباه بشكلٍ متوسط. ومن خلال ذلك، ازداد اهتمام آر إم بمواصلة المسار المهني الأدبي لكنه قرر قرارًا مضادًّا لذلك. في سن الحادي عشر، أصبح آر إم مهتمًّا بموسيقى الهيب هوب بعد سماعه أغنية «فلاي» لِفرقة إيبك هاي في الصف الخامس. حيث وجد أن الأغنية وفرت له الراحة، ونتيجةً لذلك، قرر البحث بشكل أكبر في هذا النوع. وبعد مقدمة ألقاها معلمه عن مغني الراب الأمريكي إمينيم، إزداد اهتمام آر إم بالشعر الغنائي، وطباعة كلمات الشعر التي يشعر بأنها «رائعة» ومشاركتها مع أصدقائه. توجه آر إم لكتابة الكلمات، وذلك بعد أن اتضح له بأن شِعْره يتحول إلى كلماتٍ عند اقترانه بالموسيقى. في عام 2007، وبصفته طالبًا في سنته الأولى من المرحلة الإعدادية، بدأ آر إم بغناء الراب في دوائر الهيب هوب المحلية للهواة، وأنشأ وللمرة الأولى أول تسجيل ذاتي التأليف له باستخدام برنامج أدوبي أوديشن (عُرِف سابقًا بِـكول إديت). كما أنه شارك لاحقًا في أول حفلٍ موسيقي له في عام 2008. وفي نهاية المطاف أصبح آر إم أكثر نشاطًا في مجال الهيب هوب الكوري وتحديدًا الأندر قراوند تحت اسم (رانش راندا)، حيث أطلق عددًا من المسارات وتعاون مع مغنيين راب أندر قراوند آخرين، مثل زيكو.
في المدرسة، تم تسجيل آر إم في أعلى مرتبة من ضمن 1% على مستوى الدولة في امتحانات القبول الجامعية للغة، والرياضيات، واللغة الأجنبية، والدراسات الإجتماعية وقد كان معدل ذكاؤه 148. كان والدا آر إم يُعارضان بشدة اهتمامه بمهنةٍ موسيقية وذلك بسبب إنجازاته الأكاديمية، لذلك قرر آر إم بدايةً وضع الموسيقى جانبًا من أجل التركيز على دراسته. كما أنه أثناء محاولته لإقناع والدته بالسماح له بأن يصبح مغني راب، سألها عمَّا إذا كانت «تريد أن يكون لها ابن مغني راب في المركز الأول، أو طالبًا في المركز الـ5000».

## الاسم
اختار آر إم اسم «راب مونستر» خلال الفترة التي كان فيها آيدول متدرب. على الرغم من سوء الفهم الشائع بأن الاسم يعني بأنه «يقوم بغناء الراب كالوحش»، فإن المعنى في الواقع مشتق من كلمات أغنيةٍ قد كتبها، وهي مستوحاة من أغنية «راب جينيَس» لمغني الراب سان إي. حيثُ احتوت الكلمات على مقطعٍ يصرِّح فيه سان إي بوجوب تلقيبه بِـ«راب مونستر» لأنه «يغني الراب بلا توقف». وهكذا اتخذه اسمًا فنيًّا له لأنه شعر بأنه «رائع». آر إم وصف نفسه كَـاللذي يحظى بعلاقة حب وكراهية مع الاسم، وشَعَرَ بأنه لم يقم باختياره لكونه «ذو قيمة لا تُصدَّق» بالنسبة له.
قام آر إم بتغيير اسمه الفني إلى «آر إم» رسميًا في نوفمبر 2017، كما أنه حسم الأمر بأن «راب مونستر» لم يعد يمثِّل من هو أو الموسيقى التي أنشأها. وفي مقابلة مع برنامج إنترتاينمنت تونايت صرَّح آر إم بأن «[RM] يمكن أن يرمز إلى أشياء عديدة. ويمكن أن يكون له أبعاد كثيرة». وقد ذكر "Real Me" كَـمعنى حالي مُحتمل.

## مسيرته

### 2010–2013: بداياته مع بي تي أس
في عام 2009، خاض آر إم تجربة أداء في وكالة بيق ديل ريكوردز، واجتاز الجولة الأولى مع صموئيل سيو ولكنه فشل في الجولة الثانية حيث أنه نسي جميع كلماته. على أي حال، بعد تجربة الأداء قام مغني الراب سليبي بتبادل معلومات الاتصال مع آر إم، حيث أنه هو من قام بذكره لاحقًا لمنتج وكالة بيغ هيت الترفيهية Pdogg. وفي عام 2010، تواصل سليبي مع آر إم مشجعًا إياه لخوض تجربة أداء لدى الرئيس التنفيذي لوكالة بيغ هيت بانق شيهيوك، وعرض شيهيوك على آر إم منصبًا في شركة التسجيلات، وبدون علم والديه، قَبِلَ آر إم العرض على الفور. كان هذا التفاعل سببًا في بدء شيهيوك وPdogg بتكوين فرقة هيب هوب، والتي أصبحت في نهاية الأمر فرقة بي تي أس. وبعد ذلك بوقت قصير انضم آر إم إلى وكالة بيغ هيت الترفيهية في سن الـ16. وخلال حياته المهنية كَـآيدول، التحق بجامعة سايبر العالمية.
تدرَّب آر إم لمدة 3 سنوات برفقة زميليه مغني الراب مين يونقي والراقص جونق هوسوك، اللذانِ أصبحا يُعرفان فيما بعد باسم شوقا وجايهوب. وخلال فترة تدريبه لثلاثة أعوام، عمل آر إم على خمس مسارات قبل ترسيمه وتم نسب حقوقها إلى بي تي أس في عامي 2010 و2011. عمل أيضًا كَـكاتب أغاني لفرقة الفتيات قلام حيث ساعدهن في أغنية ترسيمهن الأولى «بارتي (إكس إكس أو)»، وهي أغنية مؤيدة لِـمجتمع المثليين وقد أثنت بيلبورد على أنها «واحدة من أكثر الأغاني إمتلاكًا لرؤية مستقبلية تصدر من فرقة فتيات الكيبوب في العقد الماضي».
في 13 يونيو 2013، ظهر آر إم مع بي تي أس، ومنذُ ذلك الحين قام بإنتاج وكتابة كلمات لمجموعةٍ متنوعة من الأغاني من جميع ألبومات بي تي أس. وفي 29 أغسطس 2013، قام آر إم بأداء أغنية المقدمة من الألبوم المطول الخاص بِـبي تي أس O!RUL8,2?، والتي قد تم إصدارها كَـمقطعٍ موسيقي تشويقي قبل إصدار الألبوم المطول في تاريخ 11 سبتمبر وقد تميزت بكونها أول أغنية فردية يتم إصدارها بشكل جماعي تحت اسم «بي تي أس».

### 2014–2016: أوائل التعاونات المُنفردة

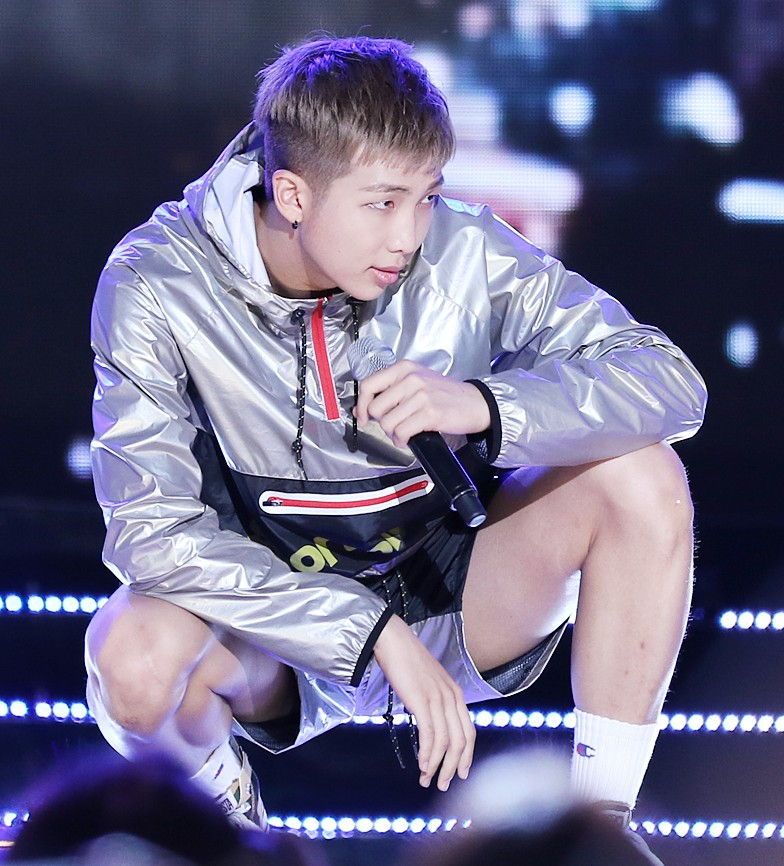
آر إم خلال أداءه مع بي تي أس في برنامج شوو تشامبين، في يوليو عام 2015.

في 5 أغسطس 2014، أصدرت وكالة بيغ هيت الترفيهية أول مقطع مُوسيقي تشويقي لألبوم بي تي أس الأول الذي يتم تسجيله في استوديو «دارك آند وايلد»، والذي كان من المُقرر إصداره في 20 أغسطس. كما أنَّ مسار الراب «إنترو: وات آم آي تو يو؟»، كان مسارًا منفردًا لِآر إم، ثُم تم إصداره لاحقًا بشكلٍ جماعي تحت اسم بي تي أس. وخلال البرنامج التلفزيوني الواقعي «أميريكان هاستل لايف» الذي تم استخدامه لإنتاج ألبوم دارك آند وايلد، قام آر إم بتكوين علاقة عمل مع ارين جي، الذي عرض على بي تي أس إعطائهم إيقاعًا موسيقيًا. كما ذكر ارين جي في مقابلةٍ له مع مجلة هيب هوب بلايا الكورية أنه صادَقَ بي تي أس خلال البرنامج وظلَّ على اتصالٍ دائمٍ بالفرقة بعد عودتهم إلى كوريا الجنوبية. في 4 مارس 2015، قام آر إم بإصدار أغنية مع ارين جي بعنوان «بي.دي.دي (بليز دونت داي)» قبل الميكس تيب المُنفرد الأول الخاص به، وقد تم إصدارها بعد عرض ارين جي للتعاون. وقد عكست هذه الأغنية كيفية شعور آر إم نحو أولئك الذين قاموا بكراهيته وانتقاده في ذلك، وهو الأمر الذي وجده مزعجًا للغاية.
وفي ذاتِ الشهر، تعاون آر إم مع مجموعة مشروع الهيب هوب إم إف بي تي واي برفقة إي إي ودينو جاي في أغنية "Bucku Bucku"، وقد ظهر في الفيديو الموسيقي للأغنية. كما كان لديه أثرًا في فيديو موسيقي آخر لِـ إم إف بي تي واي وتحديدًا في أغنية «بانق ديقي بانق بانق». وكان آر إم قد قام أولًا بتكوين علاقة عمل دائمة مع عضو إم إف بي تي واي تايقر جاي كاي من خلال برنامج تلفزيوني في عام 2013 حين كان تايقر جاي كاي يقوم بالترويج لأغنيته «ذا كيور»، حيث أخبر مغني الراب أنه نشأ وهو يستمع إليه.
تم تعيين آر إم كَـعضو معتاد ضمن فريق عمل برنامج المنوعات الكوري بروبلماتك من حيث يتم إعطاء أعضاء فريق العمل مجموعة متنوعة من الألغاز والمشاكل لِـحلها والعمل من خلالها عن طريق التحدث عن أفكارهم وتجاربهم الخاصة. وقد بدأ بث البرنامج بتاريخ 26 فبراير 2015، ولكن آر إم قد ترك العرض بعد 22 حلقة وذلك بسبب جولة الرصاصة الحمراء العالمية الخاصة بِـبي تي أس لعام 2015.
في 17 مارس 2015، قام آر إم بإصدار أول ميكس تيب مُنفرد خاص به بعنوان «آر إم»، الذي احتل المرتبة الـ48 على قائمة «أفضل 50 ألبوم للهيب هوب لعام 2015» الخاصة بمجلة سبين الموسيقية. حيثُ احتوى الميكس تيب على العديد من المواضيع مثل: الماضي الخاص بِـآر إم في أغنية «فويس» وفكرة أنَّ «أنت هو أنت وأنا هو أنا» التي قام بإيصالها في أغنية «دو يو». وعند مُناقشة عمله على أغنية «قاد راب»، وصف آر إم نفسه بأنه ملحد، مؤمنًا بأن الشيء الوحيد الذي يحدد مصيره هو نفسه. وقد استغرق عمله على الميكس تيب كاملًا ما يقارب الأربعة أو الخمسة أشهر، حيث أنَّ آر إم قد عمل عليه بين أنشطة بي تي أس. في العام التالي، قام آر إم بالتذكير بأنه قد كتب بشكلٍ واسع عن المشاعر السلبية التي كان يحملها، مثل الغضب والغيظ، لكنه أعلن بأن الأغاني «لم تكن 100% تحت تحكُّمه» وأنه شعر بأن الكثير من أجزاء الميكس تيب كانت «غير ناضجة». وأضاف أيضًا أنه يأمل أن يكون الميكس تيب التالي شيئًا قد عَمِل عليه بنفسه. بعد الميكس تيب وتحديدًا في شهر أبريل من نفس العام، تعاون آر إم مع كون جين اه في أغنية «يو» للموسيقي برايماري. وفي أغسطس من ذلك العام، تعاون آر إم مع مارفل إنترتينمنت من أجل الموسيقى التصويرية الخاصة بفيلم فنتاستك فور في كوريا بالتعاون مع ماندي فينتريس، وقد أُصدرت الأغنية الرقمية «فنتاستك» عبر ميلون، وجيني، ونافر ميوزيك وعبر مواقع موسيقية أخرى. في أغسطس عام 2016، أصدر الثنائي أوم أغنية بعنوان «ديليمَّا» حيث تم إنتاجها بشكلٍ مشترك من قِبَل آر إم وبانق شيهيوك.

### 2017–حتى الآن: المزيد من التعاونات
في مارس 2017، تعاون آر إم مع مغني الراب الأمريكي والي في أغنية خاصة مشحونة اجتماعيًا تسمى «التغيير»، وقد تم إصدارها كَـتحميل رقمي مجاني يصاحبه فيديو موسيقي تم تصويره قبل أسبوعين من إصدار الأغنية. كوَّن الثنائي علاقتهما للمرة الأولى عبر تويتر حيث حاول والي الوصول إلى آر إم في عام 2016، وذلك بعد رؤيته لغلاف أغنية آر إم «إليست بيتش». وقد كان آر إم من قرر موضوع أغنية «التغيير»، حيث قال بأنه على الرغم من أن مغنيَي الراب مختلفان للغاية، إلا أن القواسم المشتركة بينهما تكمن في حقيقة أن كلًّا من أمريكا وكوريا لديهما ظرفهما السياسي والاجتماعي وكلاهما يريدان أن يتغير العالم للأفضل. وبعد مرور شهر، ظهر آر إم في أغنية «كاجاه» مع جايكو من فرقة الثنائي الديناميكي. وفي شهر ديسمبر من ذاتِ العام، تعاون آر إم في ريمكس أغنية تشامبيون لِـفرقة فول آوت بوي. وقد وصلت الأغنية إلى المرتبة الـ18 في مخطط ببلنغ تحت الهوت 100 للأغاني المنفردة الخاص بِـبيلبورد، كما ساعد آر إم في وصولها إلى المركز الـ48 في مخطط الفنانين الناشئين للأسبوع وذلك من تاريخ 8 يناير 2018. وفي 27 ديسمبر، صنع آر إم التاريخ بصفته أول فنان في الكي بوب يتم ترسيمه على مخطط روك للأغاني الرقمية، حيث احتل المرتبة الثانية في القائمة.
في عام 2018، أصدر آر إم الميكستايب الثاني له بعنوان «مونو» في شهر أكتوبر، مشيرًا إليه على أنه «قائمة تشغيل». وأصبح الفنان الكوري الأول الذي يحتل المرتبة الأولى في مخطط الفنانين الناشئين في الولايات المتحدة بِـقائمة تشغيل. من الناحية الإنتقادية، فقد حظيت قائمة التشغيل استحسانًا كبيرًا، حيث قام آر إم بِـ «الكشف عن مخاوفه العميقة في أغاني مثل 'طوكيو' و'سول'». أغنية «سول» تم إنتاجها بواسطة ثنائي الإلكترو بوب البريطاني فرقة هون. هون قاما باكتشاف آر إم لأول مرة بعد رؤيته يوصي بموسيقاهم على تويتر، وانتهى به الأمر أخيرًا بلقائهما في سول بعد إحدى حفلاتهم الموسيقية. وقد كان هذا التفاعل السبب في رغبة الثنائي في التعاون مع آر إم. وفي نوفمبر ذلك العام، تعاون آر إم أيضًا مع تايقر جاي كاي في آخر ألبوم له تحت اسمه الفني درنكن تايقر قبل أن يتخلى عن الاسم، وقد تعاون معه تحديدًا في أغنية «تايمليس». كان توقع تايقر جاي كاي في الأصل أن تتضمن كلمات آر إم على إشادة بالذات، حيث كان ذلك هو الأكثر رواجًا في موسيقى الراب في ذلك الوقت، لكن آر إم قام بكتابة الكلمات لتترك خلفها المعنى التاريخي لاسم درنكن تايقر.
في 25 مارس 2019، أعلن الثنائي هون أن آر إم قد تعاون معهما في أغنيتهم المُعاد إصدارها "كراينق أوفر يو" بجانب المُغنية بيكا، والتي تم إصدارها في 27 مارس. حيث أن فرقة هون في الأصل أصدرت أغنية "كراينق أوفر يو" في عام 2018 بالتعاون مع بيكا فقط. وتم تعيين موعد إصدار الأغنية في يناير 2019 ولكن تم تأجيلها بسبب "ظروف غير متوقعة". كما تمت إضافة المُغنية الصينية بيبي تشو إلى الإصدار الصيني للأغنية، وذلك بظهورها مع آر إم واستبدال بيكا بها. وفي نفس اليوم، قامت وكالة بيغ هيت الترفيهية بإصدار أغنية "أنترو: بيرسونا" كَـمقطعٍ موسيقي ترويجي لألبوم بي تي أس المطول "ماب أوف ذا سول: بيرسونا، والتي يقوم آر إم بتأديتها بشكلٍ مُنفرد. وقد احتلت بيرسونا المركز الـ17 في أول ظهورٍ لها على مخطط أغاني اليوتيوب الخاص بِـبيلبورد. بعد ثلاثة أشهر، في 24 يوليو 2019، تعاون آر إم مع ليل ناز إكس في الريمكس الرسمي الرابع لأغنية أولد تاون رود بعنوان "سول تاون رود"، "حيث مزج لغته الإنجليزية في مقطعه بِـاللهجة الجنوبية بِـشكلٍ جيد إلى حدٍّ مفاجئ". في 29 ديسمبر، تم الإعلان بأن آر إم سيتعاون مع يونها في أغنية "وينتر فلاور"، التي تم إصدارها في 6 يناير 2020.
في السابع من يونيو 2020 أصدر آر أم أغنية بعنوان "bicycle" على موقع الساوند كلاود وكان ذلك في إطار إحتفالات الفرقة بعيد ترسميها الثامن «فيستا 2021».

## قدراته الفنية ومدى تأثيره
نوع صوت آر إم هو باريتون. في عام 2017، قامت مجلة الهيب هوب الأمريكية إكس إكس إل بإصدار قائمة بِـعنوان «10 مغنيين راب كوريين يجب عليك معرفتهم»، والتي ضمَّت آر إم. حيث يَعِدُ الكاتب بيتر بيري قائلًا بأنه «لَمِنَ النادر فشل راب مونستر في الارتقاء إلى مستوى اسمه». كما أنه قام بِـوصف النجم الشاب بأنه «واحد من أكثر مغنيِّ الراب براعةً في المنطقة، والأكثر مهارةً في تبديل التدفقات دون عناء كما لو كان يقوم بالتزلُّج بِـشكلٍ متناسقٍ بين شتى أنواع المعزوفات».
وأشارت كريستال تاي من جريدة جنوب الصين الصباحية بأن آر إم تلقى الكثير من الثناء لِـسلاسته الطبيعية أثناء أداءِه للراب وكلماته وكونه يمتلك بعضًا من أسلوب «خيالي الملتوي المظلم الجميل (ألبوم للمغني كاني ويست) الممزوج مع أسلوب إيرل سويتشيرت وتشانس ذا رابر».
في يناير عام 2020، تمت ترقية آر إم بِـجانب زميله عضو بي تي أس جايهوب من مُنتسب إلى عضو رسمي في جمعية حقوق الطبع والنشر الموسيقية الكورية، منضمًّا بذلك إلى زميله في الفرقة شوقا الذي تم الاعتراف به سابقًا كَـعضو رسمي في عام 2018.
في استطلاعٍ قامت به مؤسسة غالوب الكورية حول أكثر آيدول مفضل لِـعام 2018، احتل آر إم المرتبة الـ12. وفي عام 2019، احتل المرتبة الـ11 كما أنه حصل على وسام الاستحقاق الثقافي من الدرجة الخامسة من قِبَل رئيس كوريا الجنوبية في عام 2018 بِـرفقة أعضاء بي تي أس الآخرين؛ لِـمساهماته للثقافة الكورية.

## ديسكوغرافيا
الميكستايب
- آر إم
- مونو

## فيلموغرافيا

### التلفزيون
| السنة | القناة      | العنوان                              | الدور      | الحلقات | مُلاحظة                             | المصدر        |
| ----- | ----------- | ------------------------------------ | ---------- | ------- | ---------------------------------- | ------------- |
| 2014  | إمنت        | ثينقز شو – راب مونستر                | ضيف        | 3       | وثائقي عن راب مونستر               | [ 69 ]        |
| 2015  | تي في إن    | هوت برين: بروبليماتك مان             | فريق العمل | 1-22    | كويزات/برنامج معرفي                | [ 70 ] [ 71 ] |
| 2015  | نظام بث سول | إنكيغايو                             | مُضيف       | لا يُوجد | مع يوك سونق جاي من فرقة (بي تو بي) | [ 72 ]        |
| 2016  | منهوا       | يوميات تتبع الآيدول عن قرب: اعثر علي | ضيف        | 2       | برنامج واقعي عن حياته اليومية      | [ 73 ]        |
| 2016  | كي بي إس 2  | قورا-تشاتشا: تايم سلِب-نيو بوي        | فريق العمل | تجريبية | برنامج واقعي                       | [ 74 ]        |
| 2016  | نظام بث سول | إنكيغايو                             | مضيف       | لا يُوجد | مع جين، كيم جيون، ميجو (لوفليز)    | [ 75 ]        |
| 2016  | نظام بث سول | إنكيغايو                             | مضيف       | لا يُوجد | مع جين                             | [ 76 ]        |
| 2016  | إمنت        | مهرجان كون                           | مضيف       | لا يُوجد | مع آيلي                            | [ 77 ]        |
| 2017  | إمنت        | إم كاونت داون                        | مضيف       | لا يُوجد | مع جايهوب، جيمين                   | [ 78 ]        |

### فيديوهات موسيقية
| السنة | العنوان          | المُدة | المُخرج (ين)                                | مُلاحظة                                              | مصدر   |
| ----- | ---------------- | ----- | ------------------------------------------ | --------------------------------------------------- | ------ |
| 2013  | "بيرفكت كريسماس" | 3:45  | غير معروف                                  | مع جونقكوك، جو كون، ليم جونغ هي، جو هي من فرقة 8آيت | [ 79 ] |
| 2015  | "دو يو"          | 3:08  | وو جي كيم (GDW)                            |                                                     | [ 80 ] |
| 2015  | "أويكينق"        | 2:40  | غير معروف                                  |                                                     | [ 80 ] |
| 2015  | "جوك"            | 3:19  | غير معروف                                  |                                                     | [ 80 ] |
| 2015  | "بي. دي. دي"     | 4:18  | غير معروف                                  | مع ارين جي                                          | [ 79 ] |
| 2015  | "فانتاستيك"      | 3:56  | غير معروف                                  | بالتعاون مع ماندي فينتريس                           | [ 81 ] |
| 2017  | "التغيير"        | 4:49  | بيوم جين (شركة في إم لهندسة هندسة المشروع) | مع والي                                             | [ 82 ] |
| 2018  | "فورايفر راين"   | 4:28  | تشوي جايهون                                | أنيميشن                                             | [ 83 ] |
| 2018  | "سول"            | 4:33  | يونق سيوك تشوي (شركة لومبينز)              | فيديو الكلمات                                       | [ 84 ] |
| 2018  | "مون تشايلد"     | 3:38  | يونق سيوك تشوي (شركة لومبينز)              | فيديو الكلمات                                       | [ 85 ] |

### المقاطع الموسيقية والأفلام القصيرة
| السنة | العنوان                   | المُدة | المُخرج (ين)                   | مُلاحظة                    | مصدر          |
| ----- | ------------------------- | ----- | ----------------------------- | ------------------------- | ------------- |
| 2013  | "إنترو: O!RUL8,2?"        | 1:21  | غير معروف                     | أنميشن                    | [ 86 ]        |
| 2014  | "إنترو: وات آم آي تو يو؟" | 2:53  | غير معروف                     | أنميشن                    | [ 87 ]        |
| 2016  | "ريفليكشن 5#"             | 3:02  | يونق سيوك تشوي (شركة لومبينز) |                           | [ 88 ] [ 89 ] |
| 2019  | "بيرسونا"                 | 2:58  | يونق سيوك تشوي (شركة لومبينز) | مقطع موسيقي ترويجي للعودة | [ 90 ]        |

## روابط خارجية
- راب مونستر على موقع IMDb (الإنجليزية)
- راب مونستر على موقع ميوزك برينز (الإنجليزية)
- راب مونستر على موقع أول موفي (الإنجليزية)
- راب مونستر على موقع أول ميوزيك (الإنجليزية)
- راب مونستر على موقع أول ميوزيك (الإنجليزية)
- راب مونستر على موقع ديسكوغز (الإنجليزية)
- راب مونستر على موقع قاعدة بيانات الفيلم (الإنجليزية)